# Bobmarleya
Bobmarleya is een geslacht van borstelwormen uit de familie van de Siboglinidae.
Het geslacht is vernoemd naar Bob Marley vanwege de op dreadlocks gelijkende tentakels.

## Soorten
- Bobmarleya gadensis Hilario & Cunha, 2008